# Saison 2015-2016 de Liège Basket
La saison 2015-2016 de Liège Basket est la 44e saison du club et la 11e saison dans l'élite.

## Effectif
| No | Joueur               | Poste | Taille (cm) | Naissance | Nationalité |
| -- | -------------------- | ----- | ----------- | --------- | ----------- |
| 1  | Donovan Walasiak     |       | 1,84        | 21        |             |
| 1  | Raphaël Allemand     |       | 1,84        | 22        |             |
| 1  | Yoann Hertay         |       | 1,86        | 25        |             |
| 1  | Jaime Smith          |       | 1,91        | 26        |             |
| 2  | William Robeyns      |       | 1,95        | 19        |             |
| 2  | Lucky Jones          |       | 1,98        | 22        |             |
| 2  | Lorenzo Giancaterino |       | 1,90        | 25        |             |
| 3  | Dominique Morisson   |       | 1,98        | 26        |             |
| 4  | Boris Penninck       |       | 2,02        | 27        |             |
| 4  | Dewayne Jackson      |       | 2,03        | 25        |             |
| 5  | Gérald Henrard       |       | 2,06        | 22        |             |
| 5  | Justin Kohajda       |       | 2,05        | 19        |             |
| 5  | Killian Larson       |       | 2,07        | 24        |             |

Coach : Fulvio Bastianini ( Belgique)

## Les résultats

### Championnat
| Journée        | Date     | Club recevant  | Score    | Club visiteur  | Classement (sur 11) |
| MATCHS ALLERS  |          |                |          |                |                     |
| J1             | 26.01.16 | Liège Basket   | 85 - 74  | Leuven Bears   | 2e                  |
| J2             | 09.10.15 | Spirou Basket  | 87 - 66  | Liège Basket   | 8e                  |
| J3             | 16.03.16 | Liège Basket   | 96 - 100 | Limburg United | 5e                  |
| J4             | 18.10.15 | Antwerp Giants | 64 - 85  | Liège Basket   | 5e                  |
| J5             | 23.10.15 | Liège Basket   | 82 - 114 | BC Oostende    | 5e                  |
| MATCHS RETOURS |          |                |          |                |                     |

| Légende : | Victoire |  |  | Nul |  |  | Défaite |  |  | Score du club |  |